# 다인승 통행료 차로

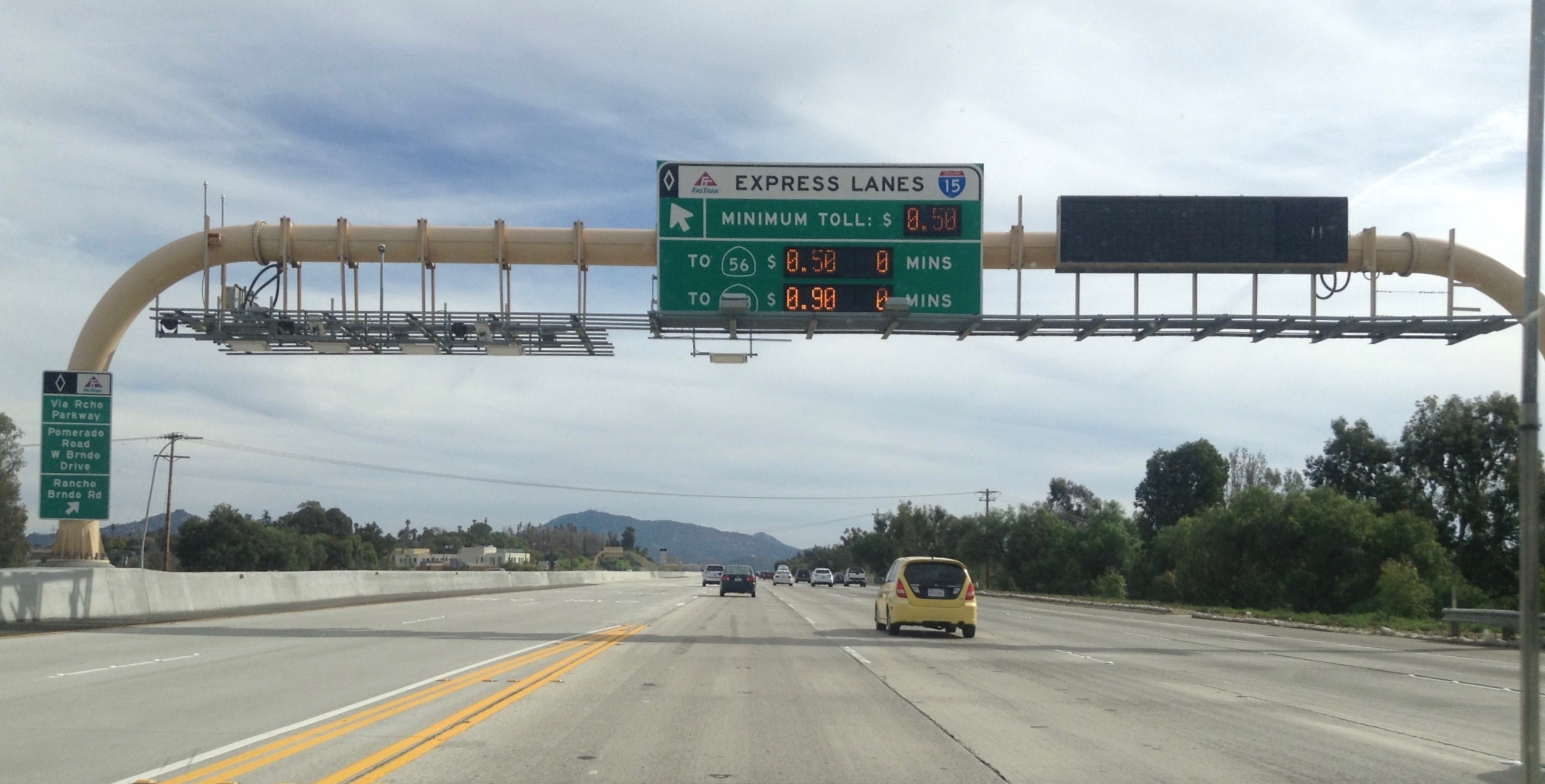
캘리포니아주 에스콘디도 남쪽 방향 15번 주간고속도로를 따라 있는 FasTrak 다 인승 통행료(HOT) 차로. 최소 요금과 가변 요금이 표시된다.

다인승 통행료 차로 (또는 HOT 차로 )는 2명 또는 3명 이상이 탄 차량 및 공무 차량, 장애인 차량 등 통행료 면제 차량이 무료로 이용할 수 있는 일종의 교통 차선 또는 도로이다. 다른 차량은 수요에 따라 조정되는 고정 또는 가변 통행료를 지불해야 한다. 유료 도로 와 달리 운전자는 요금이 부과되지 않는 일반 차로를 사용할 수 있다.
한편 유료 고속 차로는 유사한 노선을 따라 운행되지만 다인승 차량을 면제하지는 않는다. 유료 고속 차로의 예로 서울에는 2021년 9월 개통된 서부간선도로의 지하도로가 있다.